# Хонока'а
Хонока'а (енгл. Honokaa) насељено је место за статистичке потребе у америчкој савезној држави Хаваји. По попису становништва из 2010. у њему је живело 2.258 становника.

## Демографија
Према попису становништва из 2010. у граду је живело 2.258 становника, што је 25 (1,1%) становника више него 2000. године.
| Група             | 2000.       | 2010.       |
| Белци             | 503 (22,5%) | 517 (22,9%) |
| Афроамериканци    | 2 (0,1%)    | 4 (0,2%)    |
| Азијати           | 957 (42,9%) | 811 (35,9%) |
| Хиспаноамериканци | 215 (9,6%)  | 259 (11,5%) |
| Укупно            | 2.233       | 2.258       |